# Jasnyj

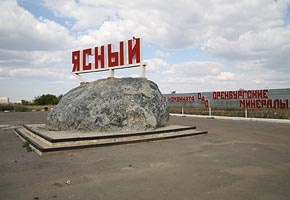
Jasnyj.

Jasnyj (ryska: Я́сный) är en stad i Orenburg oblast i Ryssland. Folkmängden uppgick till 15 674 invånare i början av 2015.